# Frank Stokes
Frank Stokes (Whitehaven, Tennessee, 1 de enero de 1888 - Memphis, 12 de septiembre de 1955) fue un guitarrista y cantante de blues.

## Historial
Stokes fue uno de los músicos más populares de Memphis (Tennessee) a comienzos del siglo XX, y disponía de un amplio repertorio de temas del folclore sureño, no sólo blues, recopilado durante los años que trabajó en los medecine shows y en varias orquestas populares. Como guitarrista, era un especialista en el estilo fingerpicking. 
Comenzó a dedicarse a la música en 1910, tras haber trabajado como herrero, asociándose en los años 1920 con el guitarrista Dan Sane para formar el grupo "Beale Street Sheiks", cuyas grabaciones se consideran el modelo de los primeros Blues de Memphis. Grabó un centenar de discos, sólo o con su grupo, hasta que abandonó los estudios en 1929. Su influencia ha sido muy importante en músicos como Furry Lewis o Memphis Minnie.